# 岐阜県道83号多治見白川線

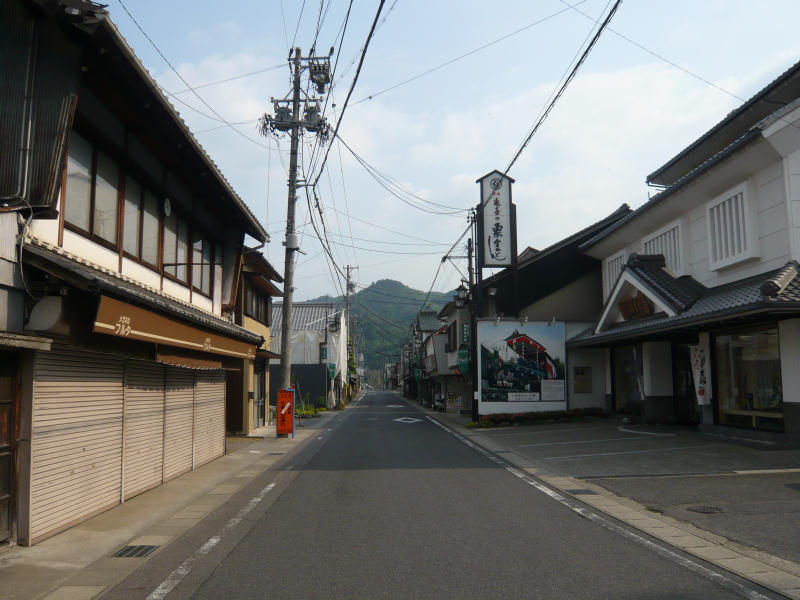
岐阜県道83号、八百津本町の町並み

岐阜県道83号多治見白川線（ぎふけんどう83ごう たじみしらかわせん）は、岐阜県多治見市から可児市、可児郡御嵩町、加茂郡八百津町を通り、同県加茂郡白川町に至る主要地方道（岐阜県道）である。

## 概要
多治見市内の一部区間（起点 - 松坂町3交差点間）はかつて国道248号であったが、可児バイパスの開通により指定から外れて本道に組み込まれた。沿線にぎふワールド・ローズガーデンがある。
途中、御嵩町内で国道21号と交差し、八百津町内ではルートが2つに分かれている。八百津町久田見と白川町名越峠の間は、道路こそ存在するものの、1.5m制限の悪路であり、この区間の走行は好ましくない。（通行止めなどがなければ町道にて迂回可能）
かつて御嵩町と八百津町の間は特に道幅が狭く急カーブが連続する区間だったが、2016年にやおつトンネルを含むバイパス（伊岐津志バイパス）が整備され、東海環状自動車道の可児御嵩インターチェンジと八百津町市街地を結ぶ最短ルートになった。

### 路線データ
- 起点：岐阜県多治見市明和町1丁目（多治見西高校前交差点=国道248号交点）
- 終点：岐阜県加茂郡白川町三川（岐阜県道68号恵那白川線交点）
- 実延長：38.407km[1]

## 歴史
- 1982年（昭和57年）4月1日 - 建設省（現・国土交通省）が主要地方道に指定[3]。
- 1983年（昭和58年）1月28日 - 岐阜県が認定。
- 1993年（平成5年）5月11日 - 建設省から、県道多治見白川線が多治見白川線として主要地方道に再指定される[4]。
- 2016年（平成28年）11月25日 - 可児郡御嵩町中 - 加茂郡八百津町伊岐津志間のやおつトンネルを含むバイパスが供用開始[2]。
- 2017年（平成29年）7月25日 - 可児郡御嵩町中 - 加茂郡八百津町伊岐津志間で区域変更。バイパスに並行する旧道が県道の指定から外れる[5]。

## 路線状況

### 別名
- 犬山街道（可児市、御嵩町、八百津町）
- 花フェスタ記念街道（可児市）
- 人道のサクラ街道（可児市）
- 安土桃山街道（可児市、土岐市）

### 重複区間
- 岐阜県道381号多治見八百津線（八百津町伊岐津志）
- 岐阜県道402号中野方七宗線（八百津町久田見）

### 道路施設
- やおつトンネル（御嵩町 - 八百津町）：全長1,363m
- 八百津橋（木曽川、八百津町）

## 地理

### 通過する自治体
- 岐阜県
  - 多治見市 - 可児市 - 可児郡御嵩町 - 加茂郡八百津町 - 白川町

### 交差する道路
- 国道248号（多治見市明和町1丁目・多治見西高校前交差点）
- 岐阜県道113号善師野多治見線（多治見市松坂町3丁目・松坂町3交差点）
- 岐阜県道381号多治見八百津線（可児市柿下・柿下交差点）
- 岐阜県道84号土岐可児線（可児市久々利・久々利交差点）
- 国道21号可児御嵩バイパス（御嵩町古屋敷・古屋敷交差点）
- 岐阜県道341号御嵩可児線（御嵩町古屋敷）
- 国道21号（御嵩町中・大庭交差点）
- 岐阜県道381号多治見八百津線（八百津町伊岐津志）
- 国道418号（八百津町八百津・荒川橋東交差点）
- 岐阜県道402号中野方七宗線（八百津町久田見）
- 岐阜県道68号恵那白川線（白川町三川）

### 沿線施設
- JR太多線小泉駅・根本駅
- 私立多治見西高等学校・附属中学校
- 中部薬品本社
- ぎふワールド・ローズガーデン
- 岐阜県立八百津高等学校
- 八百津町役場
- むらさき野カントリークラブ